# 塞尼奥河畔帕拉佐洛
塞尼奥河畔帕拉佐洛（義大利語：Palazzuolo sul Senio），是意大利佛羅倫斯廣域市的一个市镇。总面积108.9平方公里，人口1199人，人口密度11.0人/平方公里（2009年）。ISTAT代码为048031。